# Henry Taube

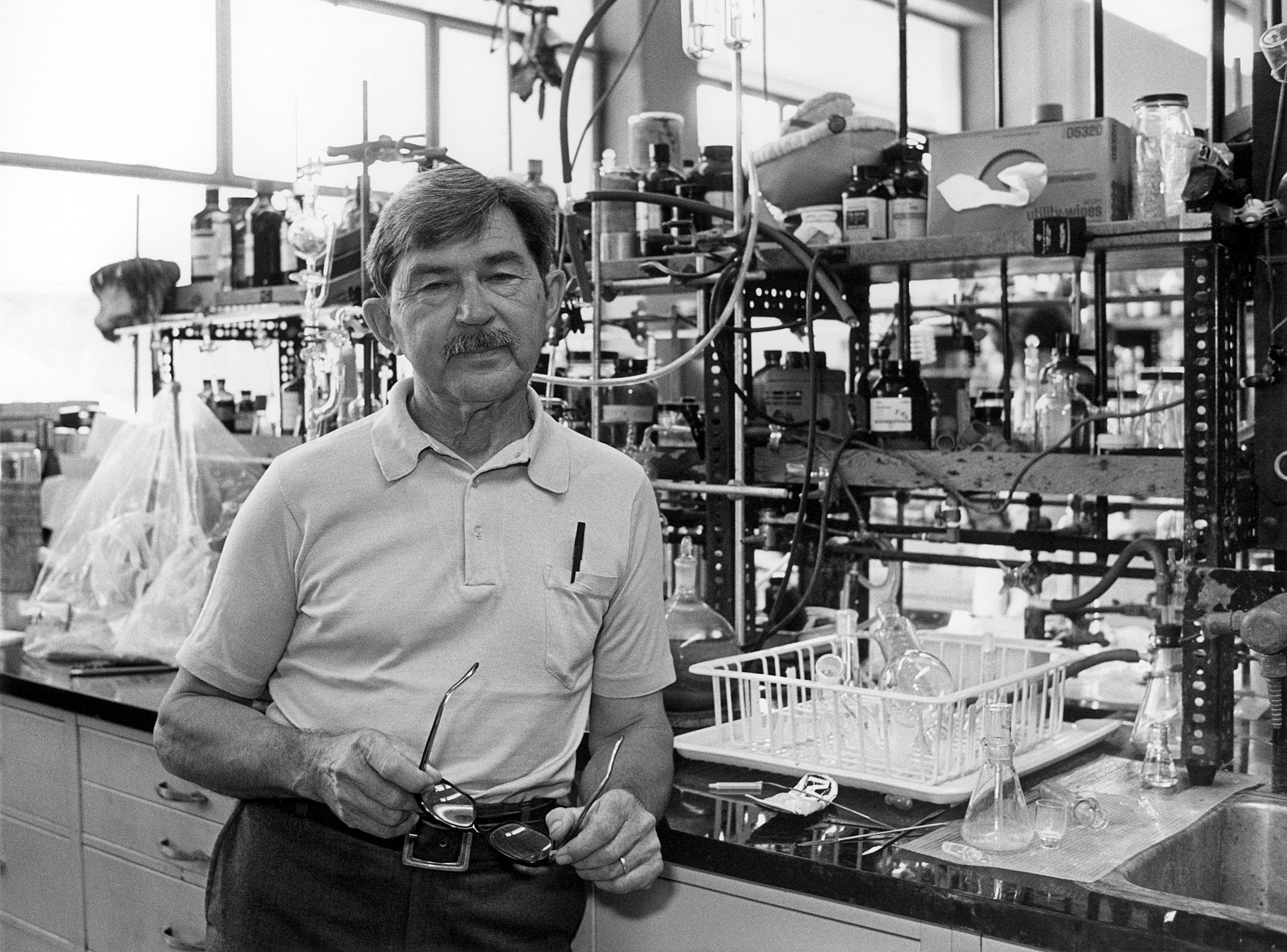
Henry Taube (1983)

Henry Taube (* 30. November 1915 in Neudorf, Saskatchewan; † 16. November 2005 in Palo Alto, Kalifornien) war ein kanadisch-US-amerikanischer Chemiker. Er erhielt 1983 den Nobelpreis für Chemie, da es ihm gelungen ist, die Reaktionsmechanismen der Elektronenübertragung in Metallkomplexen aufzuklären.

## Leben
Henry Taube wurde in dem kanadischen Ort Neudorf in der Provinz Saskatchewan geboren. Seine deutschsprachigen Eltern waren 1911 aus dem Gebiet der heutigen Ukraine nach Kanada ausgewandert. Er studierte Chemie an der Universität von Saskatchewan in Saskatoon und wechselte danach an die University of California in Berkeley. Seine Promotion erfolgte 1940. 1942 nahm er die US-amerikanische Staatsbürgerschaft an. 1952 folgte er einem Ruf auf eine Professorenstelle für anorganische Chemie an die Stanford-Universität. 1978 wurde er Leiter des Department für Chemie an der Stanford-Universität.
Taube beschäftigte sich vor allem mit der Übertragung von Elektronen zwischen Ionen bei chemischen Reaktionen. Dabei entwickelte er vor allem theoretische Modelle des Vorgangs, die für die spätere Forschung eine elementare Bedeutung hatten.
In den 1960er und 1970er Jahren konzentrierten sich seine Arbeiten auf die Reaktionen beim Elektronentransfer von Übergangsmetallen in Lösungen. Er konnte dabei aufklären, dass es zwei unterschiedliche Wege des Elektronentransfers gibt, die er als Außensphärenmechanismus und Innensphärenmechanismus bezeichnete. Zur Unterscheidung legte er die Betrachtung der beteiligten Ionen zugrunde, da beim Außensphärenmechanismus die Übertragung vom Reduktionsion auf das Oxidationsion energetisch unterhalb der Aktivierungsbarriere erfolgt. Bedingt wird dies durch die Nähe der Ionen zueinander und die Umkonfigurierung der Ladungen in der betreffenden Umgebung (innere Koordinationssphäre) mit Ionen unterschiedlicher Ladung.
Beim Innensphärenmechanismus, den er intensiv am Beispiel des Creutz-Taube-Komplexes studierte, konnte er die Rolle der Koordinationssphäre aufklären. Dabei wirkt ein Ligand aus dieser Umgebung als „Brücke“ zwischen den Ionen, die die Elektronen austauschen. Taube konnte nachweisen, dass diese Brückenfunktion besonders effektiv bei organischen Vermittlern gegenüber einfachen anorganischen Verbindungen auftritt.

## Ehrungen
Taube erhielt 1983 den Nobelpreis für Chemie. 1976 hatte er schon die National Medal of Science erhalten, 1985 die Priestley-Medaille der ACS. Er erhielt zahlreiche Ehrendoktorwürden (u. a. der University of Saskatchewan und der University of Chicago) und war (Ehren-)Mitglied zahlreicher wissenschaftlicher Gesellschaften (z. B. Royal Society of Canada, National Academy of Sciences, American Academy of Arts and Sciences (1961), American Philosophical Society (1981)).